# 典贤育才碑
典贤育才碑，位于中国青海省湟源县大华乡拉卓奈村，为青海省湟源县县级文物保护单位，公布日期为2000年10月18日，类型为石窟寺及石刻。
典贤育才碑的历史年代为民国时期。